# مندل روزنبلوم
مندل روزنبلوم (بالإنجليزية: Mendel Rosenblum)‏ (من مواليد 1962) هو أستاذ علم الحاسوب في جامعة ستانفورد وأحد المشاركين في تأسيس شركة في إم وير.

## النشأة
ولد مندل روزنبلوم في عام 1962. وتخرج من جامعة فرجينيا حيث حصل على بكالوريوس في الرياضيات.

## سيرته المهنية
روزنبلوم هو أستاذ علم الحاسوب في جامعة ستانفورد.
روزنبلوم شارك في تأسيس شركة في إم وير وعمل فيها حتى استقالته في 10 سبتمبر 2008.
في عام 2008 حصل على جائزة رابطة مكائن الحوسبة لنظم البرمجيات «لمساهماته في إعادة اختراع الأجهزة الوهمية».